# Paragotoea bathybia
Paragotoea bathybia är en nässeldjursart som beskrevs av Paul Torben Lassenius Kramp 1942. Paragotoea bathybia ingår i släktet Paragotoea och familjen Corymorphidae. Inga underarter finns listade i Catalogue of Life.